# Ostara (revista)
El  'Ostara'  fue una serie de publicaciones publicadas desde 1905 hasta 1917 por el austriaco  Ariosophen Jörg Lanz von Liebenfels y en su mayor parte auto-autor, que se caracterizó por un se acuñó un alto grado de racismo y al menos se encontró una cierta distribución en Viena. Debido a la tesis presentada por Wilfried Daim en 1958 de que Adolf Hitler los había leído y, por lo tanto, había sido significativamente influenciado por su contenido, los escritos recibieron en ocasiones una gran relevancia histórica. En los últimos tiempos, sin embargo, se ha puesto en perspectiva una influencia significativa sobre Hitler.

## Nombre
La serie recibió su nombre de la diosa germánica de la primavera Ostara.

## Objetivo
Ostara "comenzó como una revista dedicada a los problemas políticos y económicos de la Habsburgo monarquía desde un punto de vista antiliberal y pan-alemán".
Desde el número 19/20 el Ostara se refirió a sí mismo como
"el único y primer periódico de ciencia racial que realmente quiere utilizar los resultados de los estudios raciales para luchar contra los subversivos socialistas y feministas y preservar a la noble raza aria de la destrucción a través de la reproducción pura".
Desde el número 70, la autodescripción fue:
 La Ostara es la primera y única colección aristocrática ilustrada de escritos aristocráticos que proporciona evidencia en palabras e imágenes de que la persona heroica rubia es la persona hermosa, moral, noble, idealista, ingeniosa y religiosa, creadora y sustentadora de toda la ciencia. , Arte y cultura y es el principal portador de la deidad. Todo lo feo y lo malo proviene de la mezcla de razas a las que la mujer era y es más devota que el hombre por razones fisiológicas. Por lo tanto, el Ostara se ha convertido en el punto de encuentro de toda noble belleza, verdad, propósito en la vida e idealistas que buscan a Dios en un tiempo que cultiva cuidadosamente lo femenino y la raza baja y extermina despiadadamente a la heroica especie humana rubia .

## Historia
Entre 1905 y 1917 se publicaron 89 números de Ostara. Fueron publicados hasta el número 64 (1913) en Rodaun, desde el número 65 el lugar de publicación fue Mödling cerca de Viena. La primera edición apareció en el "Akademischen Verlag Wien-Lpz", los siguientes números en Ostara-Verlag. Lanz von Liebenfels fue referido como el "líder responsable".
Lanz escribió la mayoría de los artículos de Ostara él mismo, hasta el número 25 (1908) se publicaron un total de 15 artículos que no provenían de él; a partir de entonces fue el único autor de los artículos publicados.
Los folletos de Ostara se generalizaron en Viena en los períodos de preguerra y de guerra. Estaban disponibles por un precio comparativamente bajo de 4.50  coronas en muchas  estancos y ocasionalmente también estaban disponibles en  cafeterías y cafés populares baratos. A menudo se asume que Adolf Hitler notó el Ostara especialmente antes de la Primera Guerra Mundial y leyó al menos algunos números.
Ya no se puede determinar el número de copias alcanzadas. El propio Lanz afirmó que se habían publicado 100.000 copias de sus folletos. En la investigación actual, este número se considera demasiado alto. Es cierto, sin embargo, que algunos números ya vieron una segunda edición en el período anterior a la guerra, aunque nuevamente no se sabe qué tan altas fueron las respectivas primera y segunda ediciones.
La última edición se publicó en 1917 con el número 89. Lanz declaró que hubo otras 11 ediciones. Sin embargo, no hay evidencia de publicación. Ekkehard Hieronimus asume que Lanz había planeado estos números, pero la falta de materias primas en el último año de la guerra impidió su publicación.
En 1931 habían aparecido alrededor de 40 nuevas ediciones de números individuales.

## Contenido
Lanz, quien escribió casi todos los folletos él mismo, habló sobre temas de racismo, antifeminismo y antiparlamentarismo. Interpretó la  Primera Guerra Mundial como una fase decisiva de la lucha entre las "rubias" y las "oscuras", que en el contexto de su "teozoología" o ariosofía la alta -calificando a los "hombres-dios" arios (Theozoa) y los devotos de los instintos inferiores y, como tales, representan razas inferiores opuestas al progreso de la humanidad. Debía su maniqueísmo racial a las subculturas teosóficas y ocultas. Lanz luchó contra el feminismo porque atribuía una instintividad mucho más fuerte a las mujeres que a los hombres. Por lo tanto, consideró su supuesta promiscuidad como una amenaza para la preservación de la raza aria. De manera similar, asignó las clases bajas de la sociedad a las razas inferiores, por lo que todas las formas de emancipación eran consideradas reprobables para él.

## Importancia histórica
Durante su estadía en Viena antes de la Primera Guerra Mundial (1907-1913), Adolf Hitler había leído literatura étnica, periódicos del partido y tratados, incluida la revista Ostara. El escritor austriaco Wilfried Daim deduce de esto que Lanz von Liebenfels es el "hombre que le dio las ideas a Hitler" (el título de su biografía de Lanz, publicada por primera vez en 1958). Este punto de vista no se comparte en la ciencia moderna. Según la opinión general, la influencia ideológica de Lanz '(y por lo tanto la de Ostara) sobre Hitler fue bastante pequeña o insignificante.